# Байков Георгій Іванович
Гео́ргій Іва́нович Байко́в (нар. 26 лютого 1923 — пом. 14 липня 1969) — радянський військовий льотчик часів Другої світової війни, командир авіаційної ланки 9-го гвардійського винищувального авіаційного полку (303-тя винищувальна авіаційна дивізія, 1-ша повітряна армія, 3-й Білоруський фронт), гвардії старший лейтенант. Герой Радянського Союзу (1945).

## Життєпис
Народився 26 лютого 1923 року в місті Одесі в родині службовця. Росіянин. У 1930-х роках родина переїхала до Московської області. Закінчив аероклуб в Митищах.
До лав РСЧА призваний в лютому 1941 року й направлений на навчання до Качинської військової авіаційної школи льотчиків імені О. Ф. М'ясникова. Після закінчення школи направлений до 16-го запасного авіаційного полку, що базувався у Поволжі.
З листопада 1942 року — в діючій армії. Воював на Сталінградському, Південному, 4-ту Українському і 3-тю Білоруському фронтах. До лютого 1943 року молодший лейтенант Г. І. Байков воював на винищувачеві Як-1 у складі 296-го винищувального авіаційного полку (8-ма повітряна армія).
З березня 1943 року — командир авіаційної ланки 9-го гвардійського винищувального авіаційного полку.
Всього за роки війни здійснив 252 бойових вильоти, провів близько 55 повітряних боїв, у яких збив особисто 15 і в складі групи — 5 літаків супротивника.
По закінченні війни продовжив військову службу в частинах ВПС Білоруського військового округу. У 1951 році закінчив Вищі офіцерські льотно-тактичні курси, працював льотчиком-випробувачем.
Після звільнення в запас мешкав у місті Євпаторії Кримської області УРСР. 15 липня 1969 року покінчив життя самогубством.

## Нагороди
- звання Героя Радянського Союзу з врученням ордена Леніна і медалі «Золота Зірка» (№ 6289) (29.07.1945)
- 2 ордена Червоного Прапора (22.07.1943, 20.01.1945)
- орден Вітчизняної війни 1-го ступеня (28.03.1945)
- орден Слави 3-го ступеня (29.12.1943)
- медалі.